# Vaunoise (rivière)
Pour l’article homonyme, voir Vaunoise (Orne).
La Vaunoise est un petit cours d'eau de France en région Bretagne et coulant à l'ouest de Rennes, en Ille-et-Vilaine, elle est un sous-affluent du fleuve côtier la Vilaine, se jetant dans le Meu.

## Géographie
La longueur de son cours d'eau est de 32,6 km.

## Département, communes et cantons traversés
La Vaunoise traverse dix communes toutes situées en Ille-et-Vilaine. D’amont en aval : Irodouër, Bédée, Romillé, Pleumeleuc, Breteil, Saint-Gilles, La Chapelle-Thouarault, Cintré, L'Hermitage, Mordelles.

## Affluents
La Vaunoise possède huit affluents contributeurs dont deux sans nom.
- ruisseau du Pont-ès-Pies, 4,2 km
- ruisseau du Temple, 4,8 km
- ruisseau de la Ville Michel, 2,4 km
- ruisseau de Gobert, 3,8 km
- ruisseau de la Fontaine Colas, 3,1 km
- ruisseau de la Cotardière, dit aussi ruisseau des Mares Noires ou ruisseau du petit bois, 13,6 km et traversant 8 communes : Pleumeleuc, Géveé, Parthenay-de-Bretagne, Romillé, Mordelles, Saint-Gilles, L'Hermitage, Pacé[2].

## Qualité de l'eau
Le suivi de la qualité physico-chimique de la Vaunoise se fait grâce à un point de prélèvement sur la commune de Mordelles, qui donne les résultats suivants :
| Nitrates                                   | 2010 | 2011 | 2012 | 2013 |
| ------------------------------------------ | ---- | ---- | ---- | ---- |
| Concentration du paramètre (percentile 90) | 37   | 31   | 23   | 38   |
| Classe SEQ-Eau                             |      |      |      |      |

Conformément à la directive-cadre sur l'eau, la Vaunoise doit atteindre le bon état écologique de l'eau. Les évaluations effectuées montrent l'état écologique suivant :
| état écologique de la masse d'eau | 2010    | 2011    |
| --------------------------------- | ------- | ------- |
| état écologique                   | Mauvais | Mauvais |